# Милан Павловић (фудбалер)
Милан Павловић (Шабац, 30. децембар 1967) бивши је југословенски и српски фудбалер.

## Биографија и каријера
У Првој лиги Југославије је играо за сарајевски Жељезничар.
Павловић се кад је почео грађански рат у БиХ преселио у Грчку у јулу 1992. године, прво се придружио трећелигашу Нигрити да би потом провео две године у Анагениси Кардици. Прешао је у грчког прволигаша Ираклис током сезоне 1995/96. После још једне сезоне са Анагениси Кардицом који је био друголигаш, прешао је у прволигаша Етникос Астерас. Павловић је укупно уписао 132 наступа у грчком фудбалском првенству.
Са младом репрезентацијом Југославије постао првак света на Светском првенству за младе у Чилеу 1987. Био је капитен репрезентације на том Светском првенству.
Након завршетка играчке каријере, постао је инструктор ФИФА.